# گیبستون (نیوجرسی)
گیبستون (به انگلیسی: Gibbstown) یک منطقهٔ مسکونی در ایالات متحده آمریکا است که در گرین‌ویچ واقع شده‌است. گیبستون ۴٫۲۵۳ کیلومتر مربع مساحت و ۳٬۷۳۹ نفر جمعیت دارد و ۴ متر بالاتر از سطح دریا واقع شده‌است.